# Sophie Leclair
Sophie Leclair född Yvette Pleuchot 20 augusti 1925 i Tannay (Nièvre), död 6 november 2024 i Saint-Amand-Montrond, var en fransk skådespelare.

## Filmografi (urval)
- 1951 - Den kära Caroline
- 1951 - Ensam flicka i Paris
- 1949 - Flickfängelset